# Eleições autárquicas de 2013 em Matosinhos
As eleições autárquicas de 2013 serviram para eleger os membros dos diferentes dos órgãos do poder local do concelho de Matosinhos.
O grande vencedor foi Guilherme Pinto, presidente desde 2005, que conquistou, não só a maioria na Câmara Municipal, bem, como, na Assembleia Municipal e nas Assembleias de Freguesia. Guilherme Pinto rompeu com o PS, e, conquistou como a Câmara como Independente, sendo, a primeira vez, na história do concelho, que os socialistas foram derrotas.
Quanto ao PS, partido que governava Matosinhos desde 1976, obtiveram um péssimo resultado, ficando-se pelos, cerca de, 25% dos votos.

## Resultados Oficiais
Os resultados para os diferentes órgãos do poder local no Concelho de Matosinhos foram os seguintes:

### Câmara Municipal
| Partido                 | Partido                        | Votos   | %               | +/-   | Vereadores | +/-     |
| ----------------------- | ------------------------------ | ------- | --------------- | ----- | ---------- | ------- |
|                         | Guilherme Pinto por Matosinhos | 32 014  | 43,41 / 100,00  | Novo  | 6 / 11     | Novo    |
|                         | Partido Socialista             | 18 629  | 25,26 / 100,00  | 17,05 | 3 / 11     | 2       |
|                         | Partido Social Democrata       | 6 869   | 9,31 / 100,00   | -     | 1 / 11     | -       |
|                         | Coligação Democrática Unitária | 5 396   | 7,32 / 100,00   | 2,95  | 1 / 11     | 1       |
|                         | Bloco de Esquerda              | 2 623   | 3,56 / 100,00   | 0,88  | 0 / 11     | Estável |
|                         | CDS – Partido Popular          | 1 409   | 1,91 / 100,00   | -     | 0 / 11     | -       |
|                         | Partido Trabalhista Português  | 505     | 0,68 / 100,00   | -     | 0 / 11     | -       |
| Votos Inválidos         | Votos Inválidos                | 6 309   | 8,55 / 100,00   | 5,89  |            |         |
| Total                   | Total                          | 73 754  | 100,00 / 100,00 |       | 11 / 11    |         |
| Eleitorado/Participação | Eleitorado/Participação        | 150 242 | 49,09 / 100,00  | 12,21 |            |         |

### Assembleia Municipal
| Partido                 | Partido                               | Votos   | %               | +/-   | Mandatos | +/-     |
| ----------------------- | ------------------------------------- | ------- | --------------- | ----- | -------- | ------- |
|                         | Guilherme Pinto por Matosinhos        | 29 325  | 39,76 / 100,00  | Novo  | 15 / 33  | Novo    |
|                         | Partido Socialista                    | 18 376  | 24,92 / 100,00  | 14,60 | 10 / 33  | 4       |
|                         | Partido Social Democrata              | 7 502   | 10,17 / 100,00  | -     | 4 / 33   | -       |
|                         | Coligação Democrática Unitária        | 5 891   | 7,99 / 100,00   | 2,64  | 3 / 33   | 2       |
|                         | Bloco de Esquerda                     | 3 173   | 4,30 / 100,00   | 0,05  | 1 / 33   | Estável |
|                         | CDS – Partido Popular                 | 1 697   | 2,30 / 100,00   | -     | 0 / 33   | -       |
|                         | Partido pelos Animais e pela Natureza | 1 306   | 1,77 / 100,00   | Novo  | 0 / 33   | Novo    |
| Votos Inválidos         | Votos Inválidos                       | 6 484   | 8,79 / 100,00   | 5,83  |          |         |
| Total                   | Total                                 | 73 754  | 100,00 / 100,00 |       | 33 / 33  |         |
| Eleitorado/Participação | Eleitorado/Participação               | 150 242 | 49,09 / 100,00  | 12,21 |          |         |

### Assembleias de Freguesia
| Partido                 | Partido                        | Votos   | %               | +/-   | Presidentes | Mandatos | +/-     |
| ----------------------- | ------------------------------ | ------- | --------------- | ----- | ----------- | -------- | ------- |
|                         | Grupo de Cidadãos              | 29 315  | 39,75 / 100,00  | 13,80 | 4 / 4       | 40 / 80  | Estável |
|                         | Partido Socialista             | 19 198  | 26,03 / 100,00  | 14,44 | 0 / 4       | 25 / 80  | 38      |
|                         | Partido Social Democrata       | 7 812   | 10,59 / 100,00  | -     | 0 / 4       | 9 / 80   | -       |
|                         | Coligação Democrática Unitária | 5 853   | 7,94 / 100,00   | 2,64  | 0 / 4       | 5 / 80   | 3       |
|                         | Bloco de Esquerda              | 3 098   | 4,20 / 100,00   | 0,34  | 0 / 4       | 1 / 80   | Estável |
|                         | CDS – Partido Popular          | 1 646   | 2,23 / 100,00   | -     | 0 / 4       | 0 / 80   | -       |
| Votos Inválidos         | Votos Inválidos                | 6 832   | 9,26 / 100,00   | 6,07  |             |          |         |
| Total                   | Total                          | 73 754  | 100,00 / 100,00 |       | 4 / 4       | 80 / 80  | 58      |
| Eleitorado/Participação | Eleitorado/Participação        | 150 242 | 49,09 / 100,00  | 12,21 |             |          |         |

## Resultados por Freguesia

### Câmara Municipal
| Freguesia                               | %     | %     | %     | %    | %    | %    | %    | Votantes |
| Freguesia                               | GPM   | PS    | PSD   | CDU  | BE   | CDS  | PTP  | Votantes |
| --------------------------------------- | ----- | ----- | ----- | ---- | ---- | ---- | ---- | -------- |
| Custóias, Leça do Balio e Guifões       | 43,87 | 26,48 | 7,73  | 7,47 | 3,50 | 1,60 | 0,49 | 18 492   |
| Matosinhos e Leça da Palmeira           | 43,79 | 26,96 | 9,82  | 6,07 | 2,85 | 2,26 | 1,11 | 21 919   |
| Perafita, Lavra e Santa Cruz do Bispo   | 49,94 | 24,28 | 7,35  | 5,39 | 2,74 | 1,79 | 0,37 | 12 997   |
| São Mamede de Infesta e Senhora da Hora | 38,40 | 22,93 | 11,46 | 9,74 | 4,89 | 1,90 | 0,60 | 20 346   |
| Matosinhos                              | 43,41 | 25,26 | 9,31  | 7,32 | 3,56 | 1,91 | 0,68 | 73 754   |

### Assembleia Municipal
| Freguesia                               | %     | %     | %     | %     | %    | %    | %    | Votantes |
| Freguesia                               | GPM   | PS    | PSD   | CDU   | BE   | CDS  | PAN  | Votantes |
| --------------------------------------- | ----- | ----- | ----- | ----- | ---- | ---- | ---- | -------- |
| Custóias, Leça do Balio e Guifões       | 40,83 | 26,01 | 8,49  | 8,12  | 4,12 | 1,70 | 1,32 | 18 492   |
| Matosinhos e Leça da Palmeira           | 39,83 | 26,93 | 11,13 | 6,83  | 3,70 | 2,59 | 1,68 | 21 919   |
| Perafita, Lavra e Santa Cruz do Bispo   | 46,63 | 24,36 | 8,40  | 5,88  | 3,25 | 1,82 | 1,55 | 12 997   |
| São Mamede de Infesta e Senhora da Hora | 34,32 | 22,10 | 11,80 | 10,45 | 5,78 | 2,84 | 2,42 | 20 346   |
| Matosinhos                              | 39,76 | 24,92 | 10,17 | 7,99  | 4,30 | 2,30 | 1,77 | 73 754   |

### Juntas de Freguesia

#### Custóias, Leça do Balio e Guifões
| Partido                 | Partido                        | Votos  | %               | Mandatos |
| ----------------------- | ------------------------------ | ------ | --------------- | -------- |
|                         | Guilherme Pinto por Matosinhos | 7 480  | 40,45 / 100,00  | 10 / 19  |
|                         | Partido Socialista             | 4 986  | 26,96 / 100,00  | 6 / 19   |
|                         | Partido Social Democrata       | 1 650  | 8,92 / 100,00   | 2 / 19   |
|                         | Coligação Democrática Unitária | 1 487  | 8,04 / 100,00   | 1 / 19   |
|                         | Bloco de Esquerda              | 726    | 3,93 / 100,00   | 0 / 19   |
|                         | CDS – Partido Popular          | 296    | 1,60 / 100,00   | 0 / 19   |
| Votos Inválidos         | Votos Inválidos                | 1 867  | 10,10 / 100,00  |          |
| Total                   | Total                          | 18 492 | 100,00 / 100,00 | 19 / 19  |
| Eleitorado/Participação | Eleitorado/Participação        | 37 120 | 49,82 / 100,00  |          |

#### Matosinhos e Leça da Palmeira
| Partido                 | Partido                        | Votos  | %               | Mandatos |
| ----------------------- | ------------------------------ | ------ | --------------- | -------- |
|                         | Guilherme Pinto por Matosinhos | 9 062  | 41,34 / 100,00  | 11 / 21  |
|                         | Partido Socialista             | 5 879  | 26,82 / 100,00  | 7 / 21   |
|                         | Partido Social Democrata       | 2 448  | 11,17 / 100,00  | 2 / 21   |
|                         | Coligação Democrática Unitária | 1 479  | 6,75 / 100,00   | 1 / 21   |
|                         | Bloco de Esquerda              | 800    | 3,65 / 100,00   | 0 / 21   |
|                         | CDS – Partido Popular          | 618    | 2,82 / 100,00   | 0 / 21   |
| Votos Inválidos         | Votos Inválidos                | 1 633  | 7,45 / 100,00   |          |
| Total                   | Total                          | 21 919 | 100,00 / 100,00 | 21 / 21  |
| Eleitorado/Participação | Eleitorado/Participação        | 43 623 | 50,25 / 100,00  |          |

#### Perafita, Lavra e Santa Cruz do Bispo
| Partido                 | Partido                        | Votos  | %               | Mandatos |
| ----------------------- | ------------------------------ | ------ | --------------- | -------- |
|                         | Guilherme Pinto por Matosinhos | 5 958  | 45,84 / 100,00  | 10 / 19  |
|                         | Partido Socialista             | 3 296  | 25,36 / 100,00  | 6 / 19   |
|                         | Partido Social Democrata       | 1 139  | 8,76 / 100,00   | 2 / 19   |
|                         | Coligação Democrática Unitária | 758    | 5,83 / 100,00   | 1 / 19   |
|                         | Bloco de Esquerda              | 426    | 3,28 / 100,00   | 0 / 19   |
|                         | CDS – Partido Popular          | 280    | 2,15 / 100,00   | 0 / 19   |
| Votos Inválidos         | Votos Inválidos                | 1 040  | 8,77 / 100,00   |          |
| Total                   | Total                          | 12 997 | 100,00 / 100,00 | 19 / 19  |
| Eleitorado/Participação | Eleitorado/Participação        | 25 562 | 50,85 / 100,00  |          |

#### São Mamede de Infesta e Senhora da Hora
| Partido                 | Partido                        | Votos  | %               | Mandatos |
| ----------------------- | ------------------------------ | ------ | --------------- | -------- |
|                         | Guilherme Pinto por Matosinhos | 6 815  | 33,50 / 100,00  | 9 / 21   |
|                         | Partido Socialista             | 5 037  | 24,76 / 100,00  | 6 / 21   |
|                         | Partido Social Democrata       | 2 575  | 12,66 / 100,00  | 3 / 21   |
|                         | Coligação Democrática Unitária | 2 129  | 10,46 / 100,00  | 2 / 21   |
|                         | Bloco de Esquerda              | 1 146  | 5,63 / 100,00   | 1 / 21   |
|                         | CDS – Partido Popular          | 452    | 2,22 / 100,00   | 0 / 21   |
| Votos Inválidos         | Votos Inválidos                | 2 192  | 11,77 / 100,00  |          |
| Total                   | Total                          | 20 346 | 100,00 / 100,00 | 21 / 21  |
| Eleitorado/Participação | Eleitorado/Participação        | 43 937 | 46,31 / 100,00  |          |